# Marek Karbarz
Marek Karbarz (ur. 22 lipca 1950 w Charzewicach) – polski siatkarz i trener. Siatkarz „złotej drużyny” Wagnera, mistrz świata (1974) i mistrz olimpijski (1976).
Absolwent Politechniki Rzeszowskiej (1977), gdzie otrzymał tytuł inżyniera budownictwa.

## Kariera sportowa
Siatkarz Stali Stalowa Wola, Resovii i Hutnika Nowa Huta (1966–1984). Wszystkie największe sukcesy klubowe osiągnął przede wszystkim z Resovią: 4 tytuły mistrza Polski (1971, 1972, 1974, 1975), 3 wicemistrza 1973 (Resovia), 1978, 1979 (Hutnik), 2 brązowe medale MP 1970, 1977 i  Puchar Polski (1975) oraz finał PEMK 1972/73 – 2 m. i PEZP 1973/74 – 3 m. Najlepszy siatkarz ligi 1978 („PS”).
218-krotny reprezentant Polski (1969–1979) był współtwórcą dwóch największych sukcesów drużyny narodowej w Meksyku i Montrealu. Idealny wykonawca „podwójnej krótkiej”, potrafił również doskonale i skutecznie blokować.
Mistrz świata z Meksyku (1974) i mistrz olimpijski z Montrealu (1976). Srebrny medalista ME z Helsinek (1977) i finalista ME 1971 z Mediolanu (6 m.).
Po zakończeniu kariery reprezentacyjnej zawodnik francuskiego zespołu Arago Sete, a potem trener we Francji 1980–1998 (Bordeaux, Saint-Nazaire  i Martigues). Po powrocie do kraju trener Kazimierza Płomień Sosnowiec i Resovii.

## Odznaczenia i wyróżnienia
- Zasłużony Mistrz Sportu, odznaczony m.in. dwukrotnie złotym Medalem za Wybitne Osiągnięcia Sportowe i Złotym Krzyżem Zasługi.
- 2 czerwca 2016 został odznaczony za wybitne zasługi w działalności na  rzecz propagowania i rozwoju polskiej piki siatkowej Krzyżem Kawalerskim Orderu Odrodzenia Polski[2].
- 10 lipca 2021 wicepremier Jarosław Gowin podczas 18 Memoriał Huberta Jerzego Wagnera wręczył kadrowiczom drużyny Huberta Wagnera Medal 100-lecia Odzyskania Niepodległości[3]